# 甲状腺がんにおけるアクティブサーベイランス
甲状腺がんにおけるアクティブサーベイランス（Active surveillance of　Tryroid cancer）
アクティブサーベイランス（Active surveillance）とは手術をせずに経過観察を行い、病気が進行したら必要に応じて手術などを行う治療法のこと。
日本語では非手術積極的経過観察、非手術経過観察、積極的経過観察などと呼ぶ。
増加する甲状腺がんの過剰診断・過剰治療に警鐘を鳴らす形で、1993年に当時香川医科大学第二外科助教授で隈病院（兵庫県 神戸市）の非常勤医であった宮内昭（現 隈病院院長）が提唱した。

## 歴史
1980年代から甲状腺がんは急激に増加してきた。しかし、そのほとんどは微小乳頭がんと呼ばれる小さながんであり、甲状腺がんは増加したが甲状腺がんによる死亡数は増加していない。この要因として考えられたのが、超音波検査、CTスキャン、MRIなどの画像検査と穿刺吸引細胞診の普及である。これによって従来は発見されなかった小さながんが発見、診断されるようになった。しかし、このようながんは、治療をしなくても健康や生命に何ら悪影響を及ぼさないと思われることから、“過剰診断”ではないかと指摘され始めた。
以前から、甲状腺とは関係なく死亡した人の解剖によって甲状腺に非常に高頻度で小さいがんが見つかることが報告されていた。これをラテントがんという。超音波検査で見つけて超音波ガイド下穿刺吸引細胞診で容易に診断できる3mm以上のラテントがんの頻度は3〜6%と報告されている。乳がんの検診の目的で受診した日本人成人女性に対して超音波検査と超音波ガイド下穿刺吸引細胞診を用いて甲状腺の検診を行うと3.5％の受診者に小さい甲状腺がんが発見されたとの報告がある。この頻度は、剖検におけるラテントがんの頻度とほぼ一致し、当時報告されていた日本人女性における甲状腺がんの罹患率の1000倍以上であった。
このような状況を鑑みて、1993年当時香川医科大学第二外科助教授で隈病院（兵庫県 神戸市）の非常勤医であった宮内 昭（現 隈病院院長）は、「微小乳頭がんの大部分はほとんど進行しない無害ながんである。一部の増大する腫瘍は経過観察し、増大進行した時点で手術をすれば手遅れになることはないであろう。全ての微小がんに手術をすることはむしろ害のほうが益を上回るであろう」との仮説を立てた。この考えを当時勤務していた隈病院医局会に提案。この提案はただちに承認され、同年より低リスクの甲状腺微小がんに対してアクティブサーベイランスを開始。1995年からはがん研有明病院（東京都 江東区）でも同様の試みが開始された。
隈病院では1,235 例を平均 5 年間、がん研有明病院では 409 例を平均 6.8 年間、アクティブサーベイランスを実施。その結果、10年間でがんの大きさが 3mm 以上増大したのは7～8％、頸部リンパ節転移が出現したのは 1～4％であった。アクティブサーベイランス中に肺や骨などの遠隔転移が出現した症例は1例も認められず、腫瘍が少し進行した時点で手術を行った患者においてそのあとに再発した症例もなかった。
その後、米国、韓国、イタリア、コロンビアでも低リスク甲状腺微小がんに対するアクティブサーベイランスが実施されるようになり、日本からの報告とほぼ同様に進行したのはごく一部の症例であり、多くの症例ではがんの進行は認められなかった。
なお、低リスク甲状腺乳頭がんに対して手術を行った場合、熟練した甲状腺外科医が執刀したとしても、一過性の声帯麻痺（4.1％）、永続性の声帯麻痺（0.2％）、一過性の甲状腺機能低下症（16.7％）、永続性の甲状腺機能低下症（1.6％）の合併症が起こった。このような不都合事象の頻度は、ただちに手術を行った群のほうが最初にアクティブサーベイランスを選んだ群より有意に高頻度であり、また、甲状腺ホルモン剤が必要となった頻度、手術瘢痕を有する頻度も手術群のほうが有意に高頻度であった。加えて、10年間の医療費はアクティブサーベイランスを実施した患者に比べて、手術を実施した患者のほうが4.1倍高いことも分かった。
微小がんであってもこれを手術しないで経過を見ることは患者の不安感などの心理面を懸念する意見もあるが、隈病院においてアクティブサーベイランス中の患者を対象としたDavies L.らのアンケート調査では、37%の患者はがんが気になることが時々あると答えたが、60％の患者はそのような心配は時間経過とともに軽減したと答えた。大変重要なことは、83％患者がアクティブサーベイランスを選んだことが自分にとって最善の選択であったと答えたことである。手術を受けた患者とアクティブサーベイランス中の患者の比較では、手術群のほうが声や頸部の違和感などの身体的な症状が不良である率が高く、がんに関する心配などの心理面では両者に差異がないか、もしくは手術群のほうが心配している患者の率が少し高かった。これは元々心配性の患者が手術を選択したのかもしれない。
隈病院とがん研有明病院におけるアクティブサーベイランスの良好な結果から、2010年の甲状腺腫瘍診療ガイドライン（日本内分泌外科学会・日本甲状腺外科学会編集）では、甲状腺微小がんは十分な説明と同意を前提に、アクティブサーベイランスが取り扱い方法の1つとして容認されるようになった。2015年には、米国甲状腺学会による成人の甲状腺腫瘍取扱いガイドラインにおいても同様の推奨がなされるようになった。2018年の甲状腺腫瘍診療ガイドライン（日本内分泌外科学会・日本甲状腺外科学会編集）では低リスクの甲状腺微小がんは積極的にアクティブサーベイランスが推奨されている。
なお、通常の甲状腺乳頭がんにおいては、55歳以上の高齢者のほうが若年者より予後が不良である。大変不思議なことに、微小乳頭がんにおいては40歳以下の患者のほうが、41〜60歳、61歳以上の患者よりも腫瘍が増大したり、リンパ節転移が出現したりする頻度が高い。もっとも40歳以下の微小がんが少し進行したとしても、先述したように若年者の甲状腺乳頭がんの予後は良好であるのであまり問題はないであろう。さらに、不思議なことに、アクティブサーベイランス中に17％の患者において腫瘍が縮小することも判明した。

## 適応
アクティブサーベイランスは、原発巣の最大径が10mm以下の低リスクの甲状腺微小がんに対して適応される。ただし、以下の場合には高リスクの甲状腺微小がんとして手術が推奨される。
- リンパ節転移がある。または遠隔転移がある（極めてまれ）。
- 反回神経や気管への浸潤がある
- 細胞診で悪性度が高い（極めてまれ）
- 腫瘍が反回神経の走行経路にある
- 腫瘍が気管に広く接している
- 未成年（アクティブサーベイランスのデータ蓄積がない）

## 方法
アクティブサーベイランスを行う場合には、がんの増大やリンパ節転移の出現によって手術が必要となる可能性および、確率は極めて低いが遠隔転移の出現や未分化転化などのリスクがあることを患者に十分説明し、同意を得る必要がある。そのうえで、原則的に1〜2年ごとに経験豊富な検査者による定期的な頸部超音波検査を実施する。検査の際にはがんの増大や新たな病変の出現、リンパ節転移の出現がないかなどを確認し、これらの所見が見られる場合には手術を行うべきとされている。